# Boswell (Oklahoma)
Boswell es un pueblo ubicado en el condado de Chocman en el estado estadounidense de Oklahoma. En el año 2010 tenía una población de 709 habitantes y una densidad poblacional de 393,89 personas por km².

## Geografía
Boswell se encuentra ubicado en las coordenadas 34°1′42″N 95°52′12″O / 34.02833, -95.87000 (34.028266, -95.869943).

## Demografía
Según la Oficina del Censo en 2000 los ingresos medios por hogar en la localidad eran de $14,063 y los ingresos medios por familia eran $21,354. Los hombres tenían unos ingresos medios de $21,125 frente a los $16,563 para las mujeres. La renta per cápita para la localidad era de $9,696. Alrededor del 37.7% de la población estaban por debajo del umbral de pobreza.